# Brauereigasthaus zum Bären (Ichenhausen)

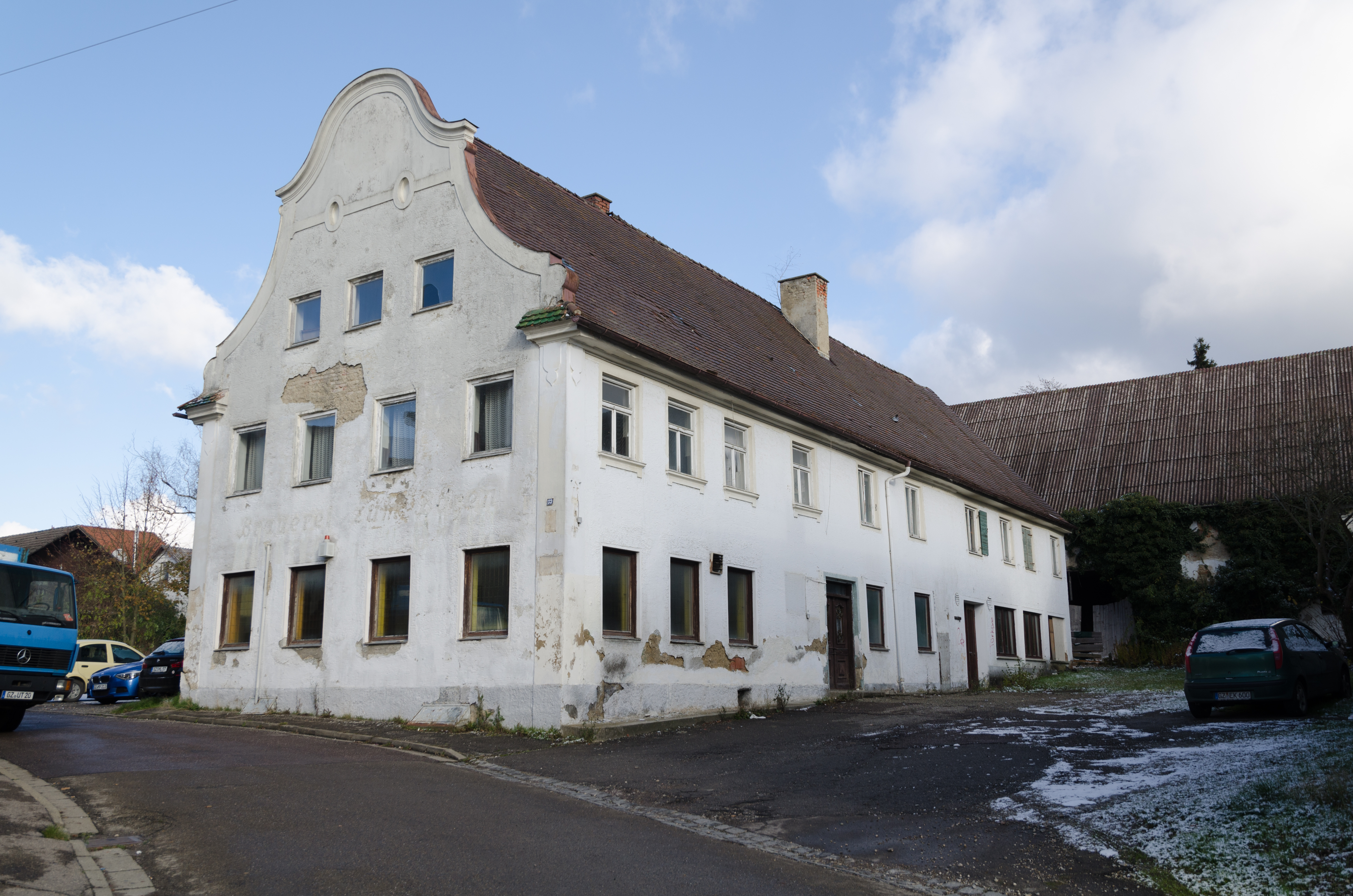
Brauereigasthaus zum Bären in Ichenhausen (2013)

Das Brauereigasthaus zum Bären in Ichenhausen, einer Stadt im Landkreis Günzburg im bayerischen Regierungsbezirk Schwaben, wurde im 18. Jahrhundert  errichtet. Das Gasthaus an der Heinrich-Sinz-Straße 33 ist ein geschütztes Baudenkmal.
Der Bau mit Schweifgiebel und vier zu zehn Fensterachsen wurde 1823 erweitert. Die Putzornamentik der Fassade ist bereits abgegangen. Das Brauhaus auf dem gleichen Grundstück wurde 1999 abgebrochen, der Brauereigasthof selbst 2016. Das Grundstück ist heute mit drei Mehrfamilienhäusern bebaut.